# Хускерл
Хускерл, или хускарл (старонорвежск.: huskarl; англ. housecarl) — представитель особого рода воинства у германских народов, такого как королевская гвардия в англосаксонской Британии XI века.

## Этимология
Термин имеет скандинавское происхождение от др.-сканд. húskarlar, где hús означает дом, королевский двор, а karl — карл, лично свободный человек.

## Скандинавия
В Скандинавии термин хускарл (др.-сканд. húskarlar) изначально означал домашнюю прислугу или дворовых. В рунических надписях эпохи викингов термин приобрел значение личной охраны господина, то есть «домашней стражи», в широком смысле, а в узком смысле — королевских дружинников.
В одной из частей Младшей Эдды, под названием Язык поэзии, есть указание, что в поздний период понятие хускарл стало отличаться от понятия дружинник — др.-сканд. hirðmenn, хотя в более ранних текстах оба эти термина нередко использовались как синонимы).
Хускарлом мог зваться как стражник конунга, так и человек из охраны лендрмана. В обоих случаях хускарл приносил клятву верности своему господину и жил вместе с ним. В пределах ограды хускарлы имели право на неприкосновенность (др.-сканд. friðhelgi – священный мир).
В кеннингах хускарлы, также как и хирдманы, назывались «внутренней дружиной» (др.-сканд. inndrótt), «охранниками» (др.-сканд. verðung), либо «гридью» (др.-сканд. heiðmenn).

## Англия
В англосаксонской Британии XI века термин хускерл означал представителя особой королевской гвардии. Гвардия хускерлов имела скандинавское происхождение и была создана в Англии в период правления короля Кнута Великого после датского завоевания страны.
Хускерлы составляли ядро армий королей датской династии в Англии и ближайший круг их соратников. Военная организация хускерлов отличалась высоким уровнем, сплочённой лояльностью королю и особым кодексом чести. По своему социальному статусу хускерлы образовывали высшую прослойку англосаксонской военно-служилой знати (тэнов). На протяжении правления Кнута Великого и его сыновей хускерлы представляли собой зримое выражение военного характера власти датских королей в Англии. Служба хускерлов оплачивалась королём из специального налога — «датских денег». Многие члены королевской дружины получили за свою службу обширные земельные владения и в мирное время проживали в своих поместьях, однако в случае начала военных действий они могли немедленно прибыть к королю на службу.
До самого нормандского завоевания хускерлы оставались главной боевой силой англосаксонской армии. При короле Эдуарде хускерлы активно использовались для гарнизонной службы в ключевых областях королевства. Хотя по военной мощи дружина хускерлов во много раз превосходила национальное англосаксонское ополчение фирд и войско тэнов, из-за небольшой численности хускерлов она практически никогда не использовалась в качестве самостоятельной боевой единицы. Бо́льшая часть хускерлов погибла во время битвы при Гастингсе 1066 года, а оставшиеся эмигрировали из Англии после прихода к власти Вильгельма Завоевателя. Часть хускерлов перешла на службу к византийскому императору и участвовала в войнах с норманами в Южной Италии.